# Глушка (Тернопольская область)
Глушка (укр. Глушка) — село в Залещицкой городской общине Чортковского района Тернопольской области Украины.
До 2020 года входило в Залещицкий район.
Код КОАТУУ — 6122088302. Население по переписи 2001 года составляло 163 человека.

## Географическое положение
Село Глушка находится на левом берегу реки Луча,
выше по течению на расстоянии в 1 км расположено село Торское,
ниже по течению на расстоянии в 1,5 км расположено село Иване-Золотое.

## История
- 1892 год — дата основания.